# Osteel
Osteel es un municipio en el distrito de Aurich, en Baja Sajonia, Alemania.

## Historia
La aldea fue mencionada por primera vez en 1164 y se hallaba al borde de un pantano.
El escudo del municipio muestra una corona de oro en la parte superior sobre un fondo azul. En el centro hay un martillo de oro. A ambos lados un trébol de oro trifoliadas. El punto de tréboles representa al sector agrícola.

## Lugares de interés

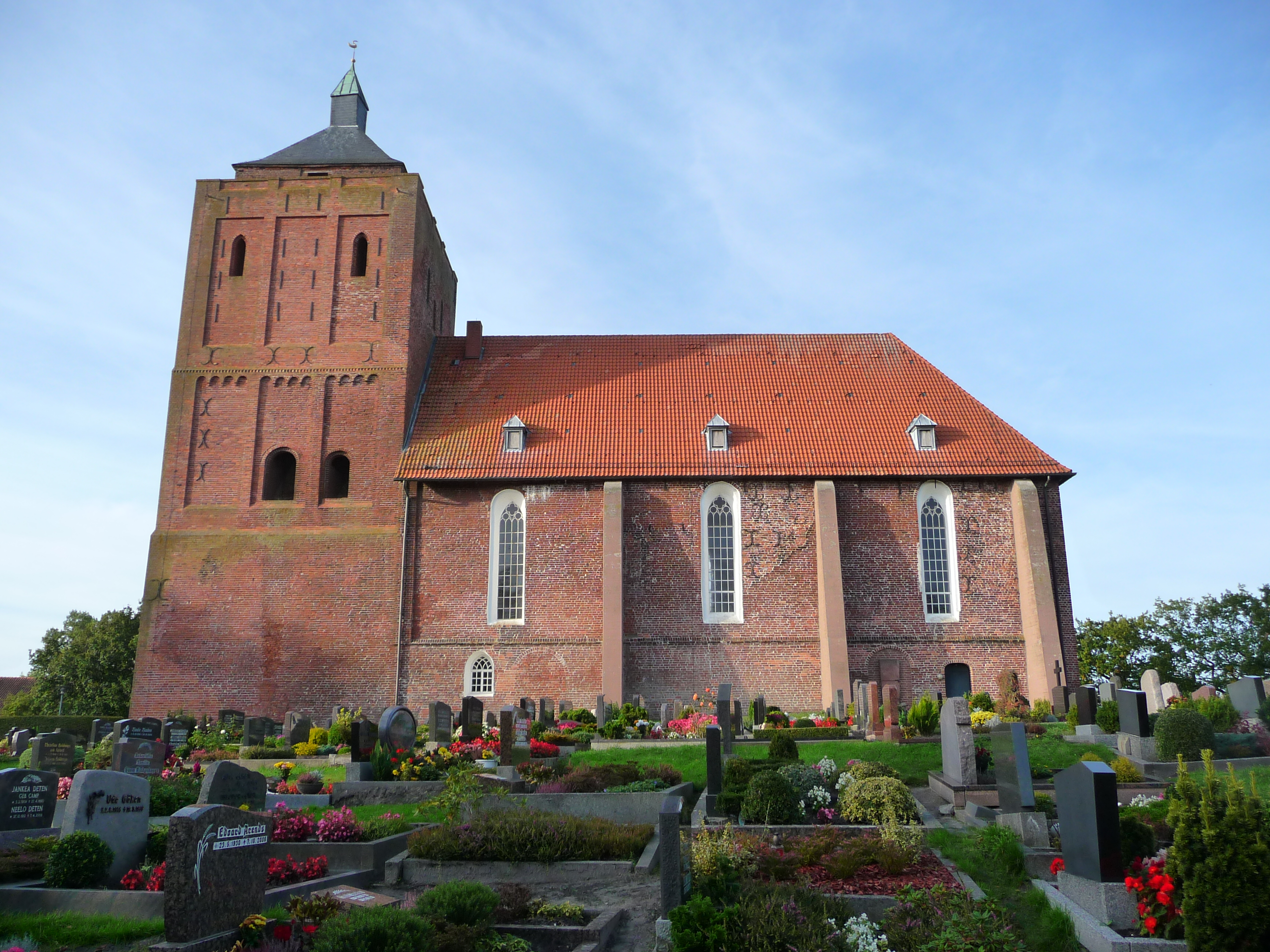
Iglesia de Warnfried

Un hito de la aldea es la Iglesia de Warnfried, que data del siglo XII. La iglesia tiene una longitud de 63 metros y está dedicada a San Werenfried. El órgano de la Iglesia es el segundo más antiguo de la Frisia Oriental, pues fue construido en 1619 por el Maestro Edo Evers.
Fuera de la iglesia se encuentra el monumento del astrónomo David Fabricius.

## Gente notable
- David Fabricius (1564-1617), astrónomo
- Johann Fabricio (1587-1617), astrónomo
- Vissering Friedrich (1826-1885), Diputado del Reichstag
- Agena Dirk (1889-1934), político y Diputado del Reichstag
- Siemens Rühaak (1950-), actor